# Kristoffer Karlsson
Kristoffer Karlsson (1984) è un arbitro di calcio svedese.

## Carriera
La sua carriera da arbitro è iniziata nel 2006.
A partire dal 2012 ha iniziato ad arbitrare in Allsvenskan, il massimo campionato svedese. Al termine della stagione 2017 ha ricevuto dalla Federcalcio svedese il riconoscimento di arbitro dell'anno.
Il 5 luglio 2018 ha diretto la sua prima partita in campo europeo, in occasione del preliminare di UEFA Europa League 2018-2019 tra i faroesi del KÍ Klaksvík e i maltesi del Birkirkara. Da allora è stato designato, oltre che per alcune partite di Europa League e di Youth League, anche per diverse partite internazionali a livello di nazionali giovanili Under-17 e Under-21.
Il 4 settembre 2020 ha arbitrato la sfida valida per la UEFA Nations League 2020-2021 tra le nazionali maggiori di Bielorussia e Albania.